# IC 2519
IC 2519 — галактика типу C (компактна галактика) у сузір'ї Малий Лев.
Цей об'єкт міститься в оригінальній редакції індексного каталогу.